# رو تین
رو تین (انگلیسی: Ru Thing; ۲۱ دسامبر ۱۹۹۳ – ) صداپیشه اهل ژاپن بود. وی از سال ۲۰۱۳ میلادی تاکنون مشغول فعالیت بوده‌است.